# 3271 Ул
3271 Ул (3271 Ul) — астероїд головного поясу, відкритий 14 вересня 1982 року.
Тіссеранів параметр щодо Юпітера — 3,533.
Названо на честь духа ночі і місяця Ул у міфології народу Вануату.